# شبكة الصحافة العربية
شبكة الصحافة العربية هي شبكة من المنظمات التي تدعم وتعزز تطوير الصحافة في العالم العربي. تديره الجمعية العالمية للصحف، ومقرها في باريس، وتدعمها مجموعة الصحف الدنماركية جب / بوليتيكن. 
مهمتهم هي تسهيل الجمعيات بين الصحفيين والمحررين العرب من أجل تعزيز الصحافة الحرة. على المستوى التجاري، تدعم الشبكة الصحف لتنمو وتوسع من خلال المشورة العملية. 
يحتوي موقعهم على أخبار عن العالم العربي وعن التطورات في مجال حرية الصحافة.

## الصحف
الصحف العربية العرب، الحياة، القدس العربي، الشرق الأوسط أعضاء في الشبكة. وهناك أيضا الصحف العربية والفرنسية والإنجليزية:
- الجزائر (الفجر، الشروق اليومي، الخبر، الوطن، بلاس كوتيديان دوران، ليبرتي)
- مصر (أخبار اليوم، الأهرام، الأهرام الأسبوعية، الأحرار، الجمهورية، المصري اليوم،النهاردة نيوز[3] ، الماسة، الشعب، الوفد، الأخبار، النهضة مصر، روز اليوسف)
- البحرين (أخبار الخليج، الأيام، الميثاق، الوسط، البحرين تريبيون، جلف دايلي نيوز)
- جزر القمر (آل واتوان، كاشكازي، لا غازيت ديس كوموريس)
- جيبوتي (آل كورن، لا ناتيون)
- الإمارات العربية المتحدة (7 أيام، أخبار العرب، البيان، الخليج، الإمارات اليوم، الإمارات اليوم، أخبار الخليج، الخليج تايمز)
- الأردن (الدستور، الأنباط، العرب، اليوم، الغد، البعض، جوردان تايمز)
- الكويت (الأنباء، القبس، بعض العام، السياسة، الوطن، عرب تايمز، الكويت تايمز)
- لبنان (الديار، الاخبار، الانوار، البلد، المستقبل، يحث نهار، السفير، لوريان بلاس جور، تي دايلي ستار)
- ليبيا (الفجر الجديد، الجماهيرية، الشمس، بريد طرابلس)
- موريتانيا) أخبار نواكشوط، األقصى، القلم، الشعب، السراج، العجيل ابدو، بلاس كالام، نواكشوط معلومات، راجول إشاري (،
- المغرب) الاحداث المغربية، العالم، البيان اليوم، الاتحاد الاشتراكي، المسائيه، الصباح،
- عمان (الوطن، عمان اليومية، عمان المراقب، الشبيبة، أسبوع، تايمز أوف أومان) فلسطين (الأيام، الحياة الجديدة، القدس، فلسطين تايمز)
- قطر (آل راية، الشرق، الوطن، جلف تايمز، شبه جزيرة تي)
- المملكة العربية السعودية (الاقتصادية، الجزيرة، المدينة، الرياض، الوطن، اليوم، أخبار عربية، عكاظ، جريدة الشاي السعودية)
- الصومال (أياماها، دالكا، وارسان)
- السودان (اخر لحظه، الأنباء، الأيام، الرمادي العام، الصحافة، السوداني، رؤية السودان)
- سوريا (الأبيض والأسود، الاقتصاد، الثورة، الوطن، سوريا تايمز، تشرين)
- تونس (الشروق، المواقف، الطارق الجديد، الصباح، الصحافة، لا بريس، بلاس كوتيديان، بلاس رينوفياو، مواتنون)
- اليمن (26 سبتمبر، الأيام، الجمهورية، الصحوة، الثورة، اليمن تايمز)

## روابط خارجيه
- APN Website (English)